# François Deuve
 (avril 2014).
François Deuve, né le 13 juin 1892 à Cherbourg et mort à Granville le 10 octobre 1959, est un officier de marine français qui a servi pendant la Première et la Seconde Guerre mondiale.

## Biographie

### Formation etPremière Guerre mondiale

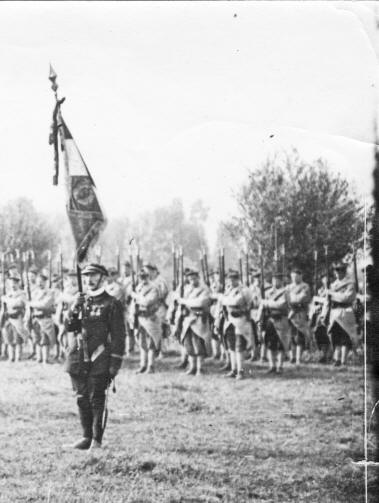
François Deuve, porte-drapeau de la brigade des fusiliers marins de l'amiral Ronarc'h, lors d'une cérémonie en 1917

Fils du capitaine de frégate Ernest Deuve (1843-1900) et de Marguerite Couraye du Parc, François Deuve naît à Cherbourg le 13 juin 1892. En 1909 il entre à l'école navale.
Depuis 1840, les élèves officiers apprennent leur métier à la mer et il embarque ainsi sur le Borda, un vaisseau de guerre affecté à leur formation et mouillé en rade de Brest. Il y est initié à la manœuvre, la navigation, aux sciences et autres matières nécessaires à ses futures responsabilités. Aspirant de marine en 1911, il part en croisière d'application à bord du Duguay-Trouin puis, enseigne de vaisseau, il connaît son baptême du feu en 1912 au Maroc sur le croiseur cuirassé de la division navale du Maroc où il avait été affecté, le Du Chayla.
Le 6 juillet 1914, il embarque sur le cuirassé Paris, puis, est de l'escadre qui, pendant la Première Guerre mondiale, bloque la marine autrichienne en Méditerranée au large du Monténégro. Mais les navires de la marine impériale ne sortent que rarement et l'inaction pèse à l'officier. François Deuve obtient alors sa mutation à terre à la brigade de marche des fusiliers marins du contre-amiral Ronarc'h constituée de deux régiments à six bataillons chacun. Là, depuis octobre 1914, sur le front de l'Yser, 6 000 marins, 2 000 tirailleurs sénégalais et 5 000 belges font face à près de 50 000 allemands. Nommé commandant d'un peloton de mitrailleurs, l'enseigne de vaisseau François Deuve est de tous les combats entre Dixmude et Nieuport.
Il est blessé le 25 octobre 1915 et obtient alors sa première citation. Le mois suivant, la brigade est dissoute par le gouvernement afin de pourvoir de ses effectifs les bâtiments de la marine mais François Deuve préfère rester dans les tranchées plutôt que de rembarquer et est donc affecté au seul bataillon de fusiliers marins à terre.
En février 1916, il rejoint son bataillon dans le secteur de Nieuport. Puis, de nouveau blessé en 1917, il combat sur l'Yser, la Somme, Verdun et l'Aisne avant d'être blessé une troisième fois et évacué en septembre 1918. François Deuve est nommé lieutenant de vaisseau hors tour le 14 décembre 1917 et arbore cinq étoiles à sa croix de guerre.
C'est à Granville, en convalescence, alors qu'il se remet de sa troisième blessure, qu'il apprend la signature de l'armistice le 11 novembre 1918.

### Entre-deux-guerres
Après avoir préparé le retour du bataillon des fusiliers marins François Deuve est affecté en avril 1919 à l'école des officiers canonniers à Toulon, puis à l'état-major de Brest comme aide de camp de l'amiral Henri Pugliesi-Conti commandant la flotte de l'Atlantique sur le croiseur cuirassé Marseillaise. La même année, il est fait chevalier de la légion d'honneur.
En septembre 1922, il est nommé chef du quatrième bureau (ports et base - transports - approvisionnements - communications) de la préfecture maritime de Cherbourg. De 1923 à 1925, lieutenant de vaisseau, il prend le commandement de la canonnière L'Inconstant (bâtiment lancé en 1916 de 60 mètres de long et armé par un équipage de 55 hommes). Affecté à la division navale d'Extrême Orient, ses missions sont multiples : affirmer la présence française en mer de Chine, effectuer des relevés hydrographiques et surtout de protéger les ressortissants européens du Sud de la Chine soumis aux exactions des pirates et seigneurs de la guerre.
Arrivé sans encombre en Indochine au bout de deux mois de navigation, L'Inconstant s’acquitte de ses tâches de police en traquant les pirates et sauvant des vies humaines. Entre deux patrouilles, François Deuve remonte le Mékong jusqu'à Phnom Penh, L'Inconstant devenant ainsi le premier navire d'importance à réussir cet exploit et le Roi Sisowath le décore, comme l'avait été avant lui son père Ernest Deuve, de l'Ordre royal du Cambodge.
Il est nommé en avril 1926 capitaine de corvette et retrouve le travail en état-major. En 1930, il est capitaine de frégate et en 1931 il est nommé commandant en second du croiseur Colbert (10 000 tonnes, 200 mètres de long, 646 officiers, 24 canons, 12 mitrailleuses, 3 hydravions...) à Toulon. La même année, il est fait officier de la légion d'honneur.
Puis, en 1932, il déménage pour Lorient où il prend le commandement du contre-torpilleur Maillé-Brézé et déménage à nouveau en 1933, pour retourner à Brest et prendre le commandement du contre-torpilleur Lion.
En 1936, il devient sous-directeur du port militaire de Brest, en 1937 commandant en second du cuirassé Lorraine et en 1939 chef du deuxième bureau (renseignements) de la deuxième région maritime à Brest.

### Seconde Guerre mondiale

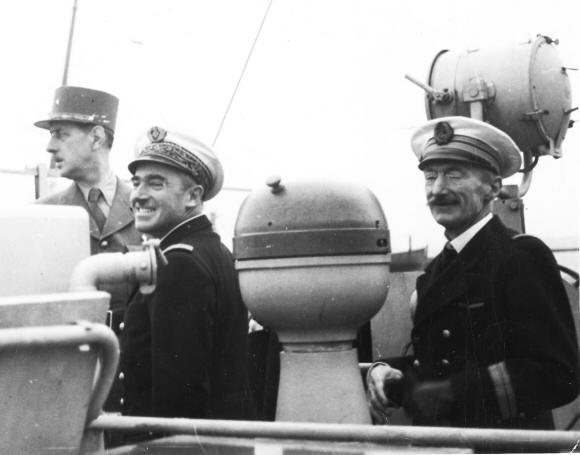
François Deuve (à droite) avec le général de Gaulle (à gauche) et l'amiral Lemonnier (au centre) à Alger en 1944

Le 1er janvier 1940, François Deuve est promu capitaine de vaisseau et reste affecté à l'état-major de la région maritime. C'est la drôle de guerre et le port de Brest est alors le lieu de regroupement pour les troupes françaises, britanniques et norvégiennes en partance pour le front. Les tirs de la Luftwaffe commencent à tomber sur Brest en mai 1940.
Pendant ce temps, les troupes britanniques, comme la plupart des marins français, rembarquent pour éviter l'encerclement et le commandant Deuve quitte aussi la France en s'embarquant sur le torpilleur Mistral et parvient au Royaume-Uni, à Liverpool, le 18 juin 1940. Les allemands occupent Brest le lendemain. Interné au camp d'Aintree, il est embarqué de force vers le Maroc à bord du City of Windsor où il prend le commandement du camp de marins de Sefrou sur la côte atlantique avant d'être commandant d'armes sur le Massilia en septembre 1940.
Au Maroc, à Safi, François Deuve est, d'octobre 1940 à juillet 1943, commandant de la marine, commandant d'armes et délégué de l'amirauté. Là, la vie est rythmée par les obligations d'un port très fréquenté par de nombreux bâtiments français et étrangers et par quantité de visites officielles. Il ne se passe pas un mois sans devoir loger des officiers de marine, assister à des réceptions ou des défilés organisés pour les membres du gouvernement de Vichy en tournée d'inspection. Il voit ainsi se succéder le général Huntziguer, secrétaire d'état à la guerre (qui meurt dans un accident d'avion au retour de cette inspection), le général Noguès, résident général au Maroc, l'amiral Auphan, chef d'état-major et futur secrétaire d'état à la marine, le général Juin, commandant en chef des forces d'Afrique du Nord, le ministre de l'intérieur Pierre Pucheu ou encore l'amiral Darlan.
Dans la nuit du 7 au 8 novembre 1942, commence l'opération Torch : le port de Safi est l'un des trois objectifs marocains de la Western task force avec Casablanca et Port Lyautey. Ainsi, 35 000 hommes, près de 100 navires et une dizaine d'avions sont lancés sur les côtes du protectorat français sous les ordres du général Patton. Le commandant Deuve est alerté vers 3 h 30 du matin et se rend directement sur le front de mer. Un seul navire est alors difficilement visible dans la brume, qui ne répond pas aux demandes d'identification. La mauvaise visibilité empêche les tirs de sommation. François Deuve fait ouvrir le feu vers 5 h 15 lorsqu'un premier navire, dont la nationalité ne lui est pas encore connue, pénètre dans le port. Il sera rapidement suivi d'un second destroyer. Il ne peut compter que sur 450 hommes et un matériel vétuste. Les échanges de tirs commencent alors. Les français résistent pour l'honneur et les morts se comptent dans les deux camps. En fin de matinée, Safi est occupée par les américains mais l'aérodrome résiste jusqu'au 10 novembre. Le commandant Deuve et ses officiers sont internés jusqu'au 12 novembre 1942, jour du cessez-le-feu, puis remis en liberté. La résistance de François Deuve lui vaudra une citation à l'ordre de l'armée de mer de la part de l'administration française d'Afrique le 7 janvier 1943.
Il reste maintenu dans ses fonctions à Safi jusqu'en août 1943. Il est nommé commandant du front de mer d'Alger en septembre 1943 (poste qu'il conservera jusqu'en juin 1945) et aura l’occasion de recevoir, en mai 1944, le général de Gaulle et Louis Jacquinot, commissaire à la marine du comité français de la libération nationale.
En 1946, il est fait commandeur de la légion d'honneur et en 1947, atteint par la limite d'âge, il termine sa carrière militaire en tant que capitaine de vaisseau de réserve. Il sera nommé commissaire du gouvernement à la Reconstruction dans le département de la Manche.
Il meurt en 1959 à l'âge de 67 ans.

### Famille
François Deuve est le père du colonel Jean Deuve (1918-2008). C'est aussi un proche parent du général de Monsabert.